# صدفة جنوم
قُمرة جنوم أو جنوم شل هي واجهة الأوامر الأساسية لبيئة سطح المكتب جنوم بدءا من الإصدار 3، , الذي صدر في 6 نيسان، 2011، ظهر جنوم شل بشكل مختلف عما سبق مع وظائف اضافية أكثر حداثة. جنوم يوفر وظائف أساسية مثل التبديل بين النوافذ والتطبيقات المفتوحة. في الإصدار الثالث من جنوم شل تم استبدال الشريطين التقليديين بشريط واحد سفلي وشريط جانبي،  كما استبدلت بعض مكونات برامج جنوم لتقديم تجربة استخدام أفضل وكسر النمط التقليدي لسطح المكتب جنوم، الذي كان مستخدم في الإصدارات السابقة من جنوم. واجهة جنوم 3 تعتبر تغييراً كبيرا من نظام الأيقونات العادية، فتم جعل كل شيء في متناول يد المستخدم بحيث يبحث وتحصل على كل شيء في مكان واحد دون الحاجة إلى التقل كثيراً، كما أن النظام يقدم نظام تنبيهات أكثير أناقة من السابق يجعل من تنبيهات تويتر أو الرسائل الواردة وغيرها من الخدمات أمراً أكثر سلاسة بدل أن تجد أكثر من رسالة على سطح المكتب من أكثر من برنامج. جنوم يستخدم مورر شل، وهو مدير نوافذ يدعم كومبز يعتمد على مدير النافذة ميتاستي، وأدوات كلاتر لتقديم تأثيرات بصرية وتسريع الأجهزة.

## معرض الصور

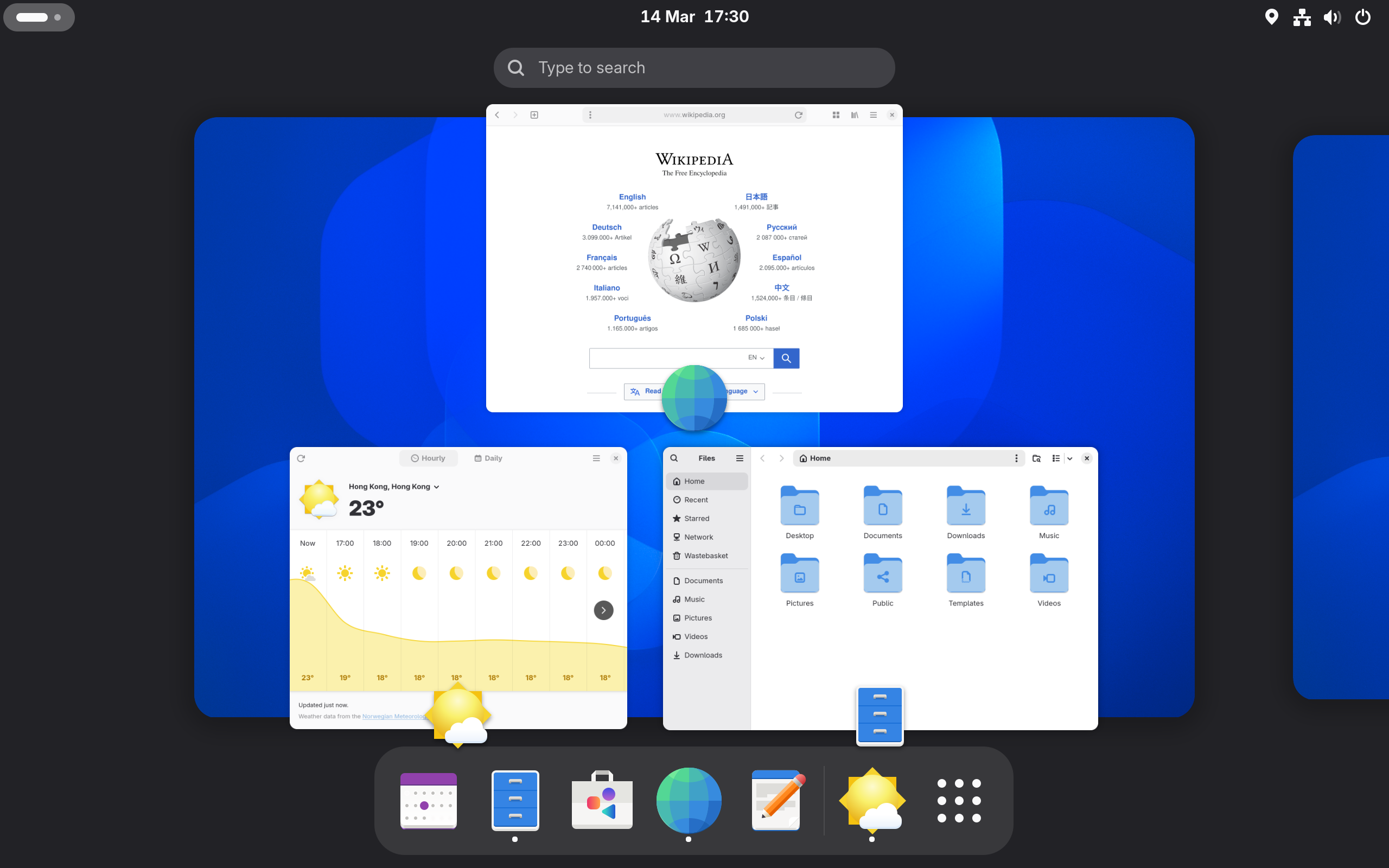
وضع النوافذ
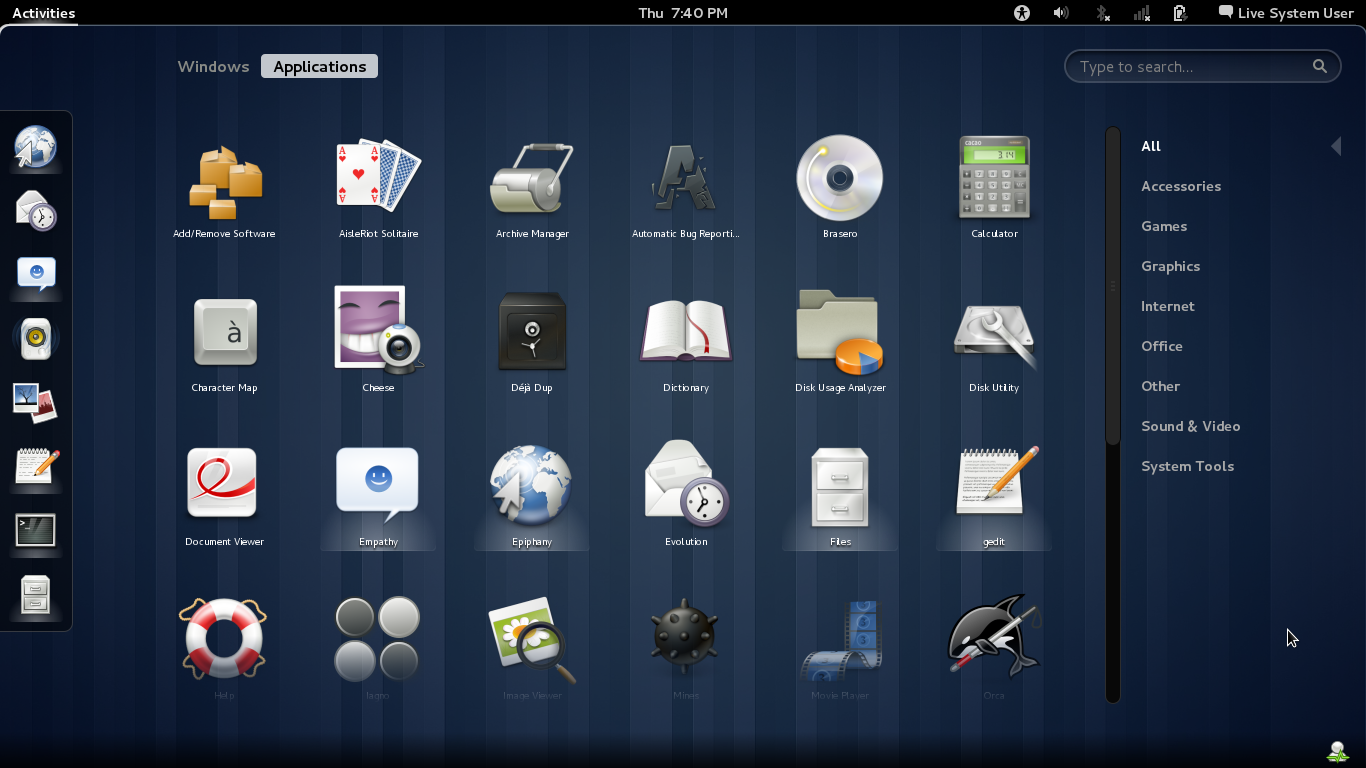
وضع التطبيقات